# Sierndorf
Sierndorf osztrák mezőváros Alsó-Ausztria Korneuburgi járásában. 2021 januárjában 3986 lakosa volt. 

## Elhelyezkedése

Sierndorf a Korneuburgi járásban

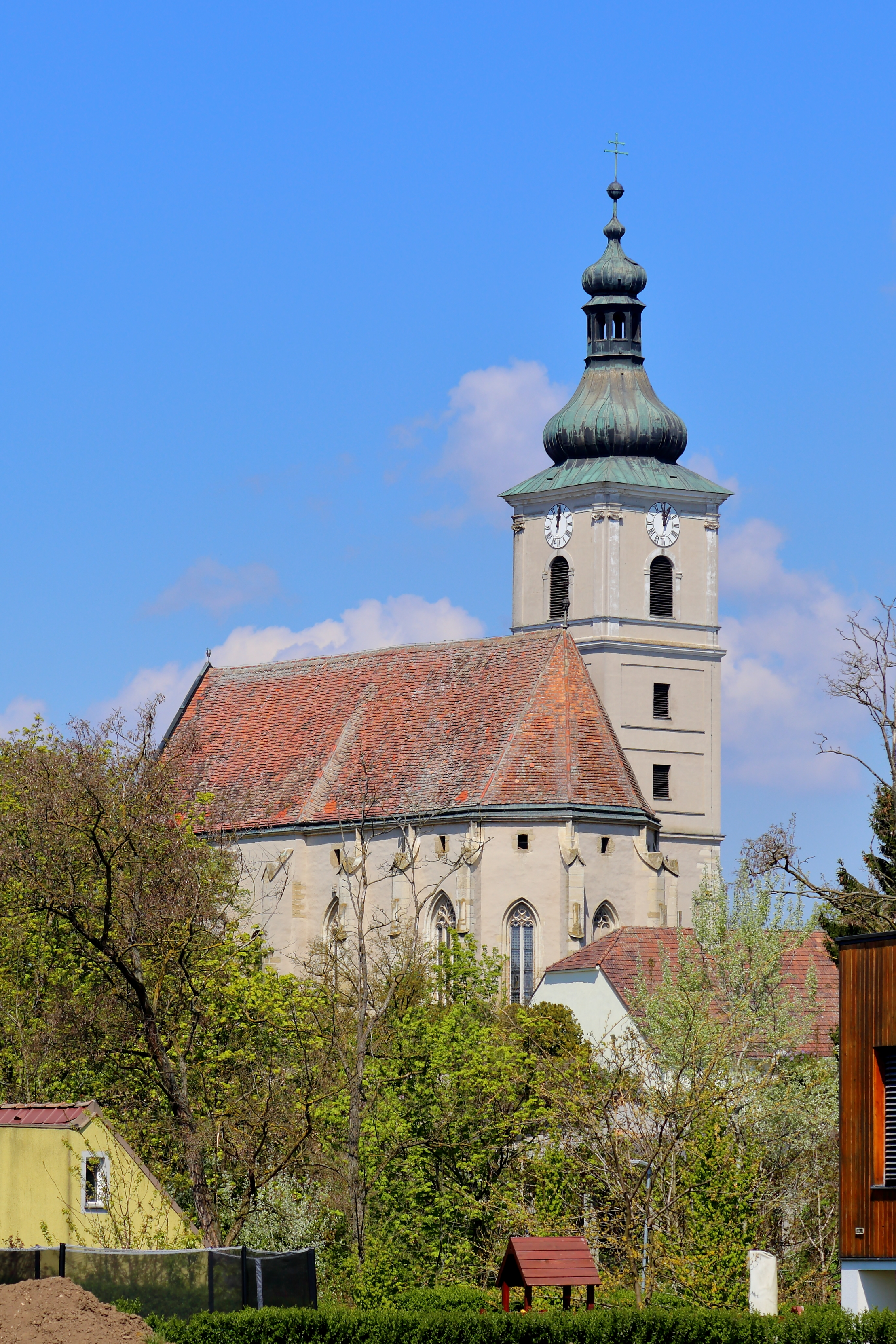
A Mária mennybevétele-kegytemplom

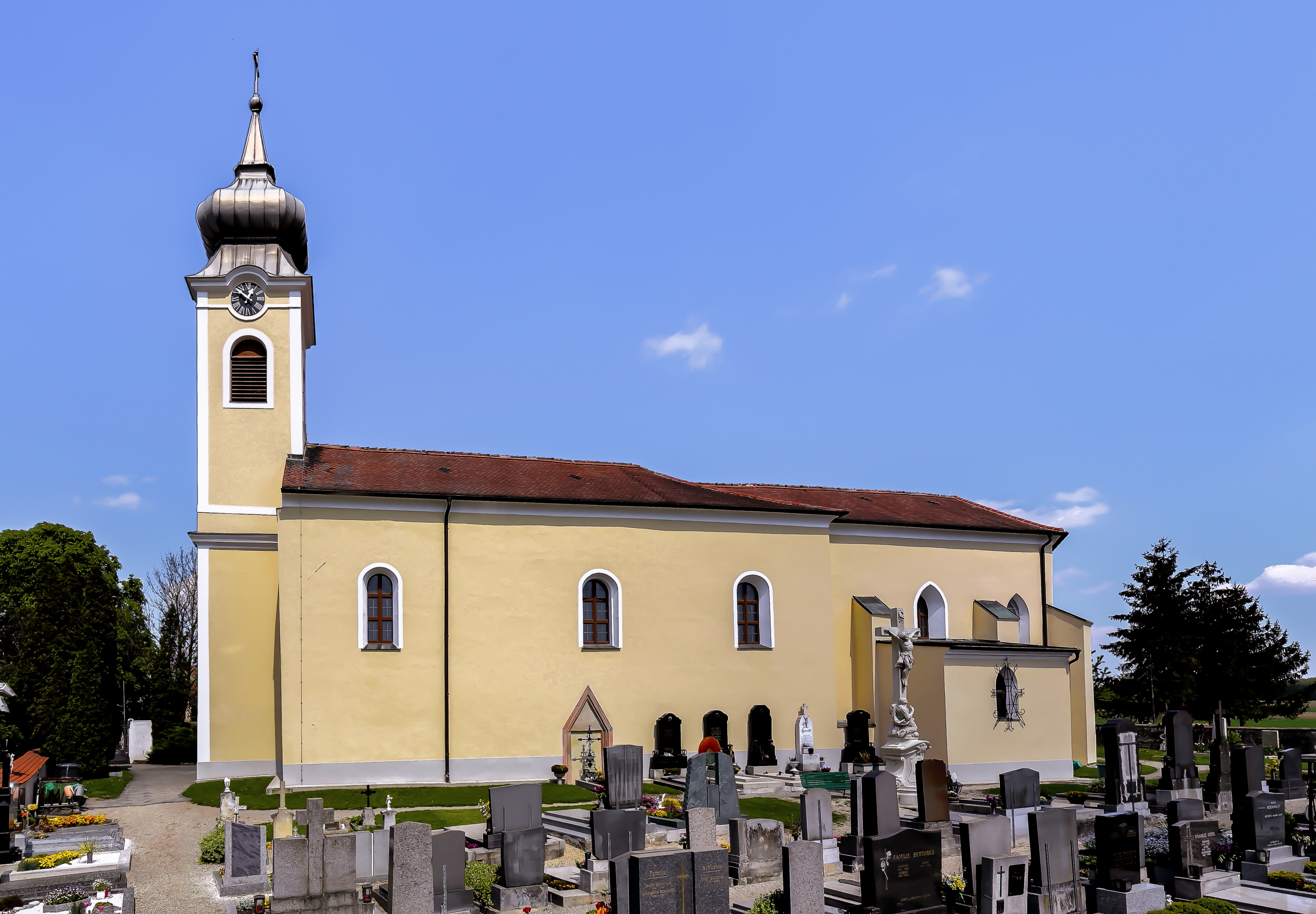
A senningi Szt. Pongrác-plébániatemplom

Sierndorf a tartomány Weinviertel régiójában fekszik, a Göllersbach folyó mentén. Területének 3,7%-a erdő, 84,6% áll mezőgazdasági művelés alatt. Az önkormányzat 9 települést, illetve településrészt egyesít: Höbersdorf (372 lakos 2021-ben), Oberhautzental (244), Obermallebarn (263), Oberolberndorf (432), Senning (349), Sierndorf (1548), Unterhautzental (285), Untermallebarn (292) és Unterparschenbrunn (201). 
A környező önkormányzatok: északkeletre Großmugl, keletre Niederhollabrunn, délkeletre Leitzersdorf, délre Stockerau, délnyugatra Hausleiten, nyugatra Rußbach, északra Göllersdorf.

## Története
Sierndorf 1717-ben nyerte el mezővárosi rangját. 

## Lakosság
A sierndorfi önkormányzat területén 2021 januárjában 3986 fő élt. A lakosságszám 1971 óta gyarapodó tendenciát mutat. 2019-ben az ittlakók 95,1%-a volt osztrák állampolgár; a külföldiek közül 1,1% a régi (2004 előtti), 1,4% az új EU-tagállamokból érkezett. 1,7% az egykori Jugoszlávia (Szlovénia és Horvátország nélkül) vagy Törökország, 0,8% egyéb országok polgára volt. 2001-ben a lakosok 86,3%-a római katolikusnak, 1,8% evangélikusnak, 1,5% mohamedánnak, 8,4% pedig felekezeten kívülinek vallotta magát. Ugyanekkor 9 magyar élt a mezővárosban; a legnagyobb nemzetiségi csoportot a németek (96%) mellett a szerbek alkották 0,7%-kal.  
A népesség változása:

| 2016 | 3 819 |
| 2018 | 3 933 |

## Látnivalók
- a sierndorfi kastély
- a Mária születése-plébániatemplom, volt kastélykápolna
- a höbersdorfi Keresztelő Szt. János-plébániatemplom
- az oberhautzentali Mária mennybevétele-kegytemplom
- az obermallebarni Szentháromság-plébániatemplom
- a senningi Szt. Pongrác-plébániatemplom

## Fordítás
- Ez a szócikk részben vagy egészben  a   Sierndorf című német Wikipédia-szócikk ezen változatának fordításán alapul.  Az eredeti cikk szerkesztőit annak laptörténete sorolja fel. Ez a jelzés csupán a megfogalmazás eredetét és a szerzői jogokat jelzi, nem szolgál a cikkben szereplő információk forrásmegjelöléseként.